# Allt-yr-ynn
Allt-yr-ynn, parfois orthographié Allt-yr-yn, est une banlieue de la ville de Newport, au pays de Galles, disposant du statut de communauté.

## Géographie
Allt-yr-ynn se situe au nord-ouest du centre-ville de Newport. Le quartier est bordé au nord par l'autoroute M4 qui longe le canal du Monmouthshire et Brecon (en).

## Démographie
Au recensement de 2011, la communauté d'Allt-yr-ynn comptait 8 782 habitants.